# Christoph Bossert

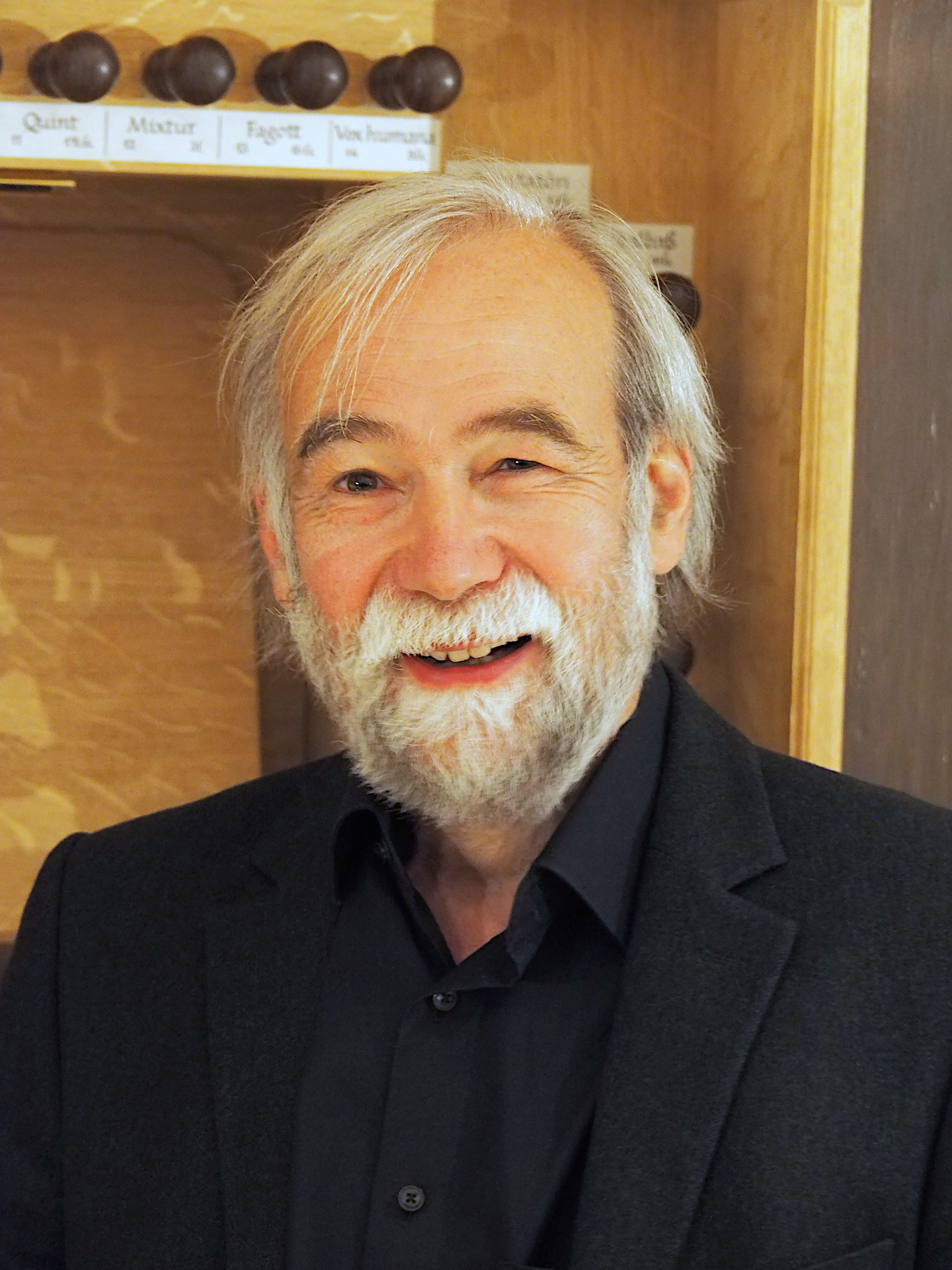
Christoph Bossert (2021)

Christoph Bossert (* 1957 in Schwäbisch Hall) ist ein deutscher Organist und Hochschulprofessor für Orgel.

## Leben
Nach dem Besuch der evangelisch-theologischen Seminare in Maulbronn und Blaubeuren begann Bossert 1978 sein Studium an der Staatlichen Hochschule für Musik und Darstellende Kunst in Stuttgart, wo Werner Jacob (Orgel), Kenneth Gilbert (Cembalo), Ulrich Süße und Helmut Lachenmann (Komposition) seine Lehrer waren. Weitere Studien folgten bei Luigi Ferdinando Tagliavini in Fribourg/Schweiz (Orgel, Cembalo, Musikwissenschaft).
1987 nahm er seine Lehrtätigkeit an der Musikhochschule Stuttgart auf. Von 1987 bis 1992 lehrte er an der Hochschule für Kirchenmusik in Esslingen, der heutigen Evangelischen Hochschule für Kirchenmusik in Tübingen. 1991 wurde er Professor für Orgel und Leiter der Studienkommission Evangelische Kirchenmusik an der Musikhochschule Trossingen und 2007 zum Professor für künstlerisches und liturgisches Orgelspiel und Leiter der Abteilung Kirchenmusik und Orgel an die Hochschule für Musik Würzburg berufen.
Bossert widmet sich einer intensiven Konzerttätigkeit. Dazu gehörten eine Konzertreise in die USA (1983) und der Orgelzyklus zu Max Reger in Stuttgart und beim Schleswig-Holstein Musikfestival (1987). Als Solist bei bedeutenden Konzertreihen, so in Nürnberg, Kassel, Stuttgart und Haarlem/Niederlande, engagiert er sich besonders für die Aufführung und Interpretation Zeitgenössischer Musik. Unter den zahlreichen Einspielungen sind besonders das Projekt einer Gesamteinspielung der Orgelwerke Max Regers an authentischen Instrumenten (begonnen bei Intercord/EMI und Organum Classics, fortgeführt online auf YouTube) sowie die weltweit erste Einspielung von Bachs Wohltemperiertem Clavier an Orgeln des 18. Jahrhunderts hervorzuheben. Er erwarb sich Anerkennung als Autor zahlreicher musikwissenschaftlicher Studien und Vorträge sowie als Komponist im Auftrag von Rundfunkanstalten und renommierten Festivals. Er ist Mitbegründer des John-Cage-Orgel-Projekts Halberstadt, das eine 639-jährige Realisation des Werks ORGAN²/ASLSP verfolgt.
Christoph Bossert war Hauptinitiator des von der Europäischen Gemeinschaft ab 2005 geförderten EU-Projekts „OrganExpert“ zur Entwicklung und Erprobung eines neuen Master-Studienganges (mittlerweile eingestellt), in dem eine künstlerische, wissenschaftliche und handwerkliche Ausbildung zum Orgelsachverständigen gelehrt wurde.
Bossert konzipierte die neue Klais-Orgel im Konzertsaal der Hochschule für Musik Würzburg und leitet dort 2021–2025 das Projekt Digitalisierung, Vernetzung und Vermittlung in der Lehre der Internationalen Orgelkunst – DVVLIO.
Im März 2025 wurde er an der HfM Würzburg emeritiert.

## Auszeichnungen
- 1979: 1. Preis beim Wettbewerb der Internationalen Orgelwoche Nürnberg[1]
- 1981: Preis der Rotary-Stiftung Stuttgart[1]
- 1989: Preis des Lili Boulanger Memorial Fund Inc., Boston[1]
- 1992: Ivan-Lukacic-Preis, Varaždin/Kroatien[1]
- 1998: Ernennung zum Kirchenmusikdirektor[1]
- 2003: Verleihung der Ehrendoktorwürde durch die Universität Cluj-Napoca (Klausenburg)[1]

## Kompositionen (Auswahl)
- Choralvorspiele mit Interludien (1988/89)[5]
- O lux beata Trinitas – Uraufführung 1990 auf dem Festival Europäische Kirchenmusik Schwäbisch Gmünd[6]
- Orgeltranskriptionen von Mendelssohn Bartholdys Sechs Präludien und Fugen op. 35[7]
- Choralvorspiele und -begleitsätze für das Esslinger Orgelbuch (1996)[8]
- Ergänzung von J. S. Bachs Fantasie C-Dur BWV 573[9]
- Hier und dort für drei Orgeln (Uraufführung 2009 anlässlich der Orgelweihe in der Marktkirche Hannover durch Christian Bischof, Balázs Szabó und Jan Doležel)[10]

## Schüler (Auswahl)
- Christian Bischof
- Jan Doležel[11]
- Roland Dopfer
- Sebastian Küchler-Blessing
- Samuel Kummer
- Kensuke Ohira
- Christoph Preiß
- Ann-Helena Schlüter
- Christian Schmitt-Engelstadt
- Michael Stadtherr[12]
- Martin Sturm
- Balázs Szabó[13]

## Diskographie (Auswahl)
- Johann Sebastian Bach: Orgelwerke über fremde Themen; Fantasie und Fuge g-Moll BWV 542, Trio d-moll BWV 583, Canzona d-moll BWV 588, Fuge h-moll BWV 579, Toccata und Fuge F-dur BWV 540, Fuge c-moll BWV 574, Passacaglia und Fuge c-moll BWV 582. Christoph Bossert, Orgel. Aufgenommen 1987 an der Silbermann-Orgel der Thomaskirche zu Straßburg (Frankreich). Intercord 830.848. 1 CD.
- Felix Mendelssohn Bartholdy: Sechs Präludien und Fugen für Klavier op. 35; Sechs Präludien und Fugen für Klavier op. 35. Transkriptionen von Christoph Bossert. Christoph Bossert, Orgel. Aufgenommen 1989 an der Schönach-Orgel der Pfarrkirche Sankt Peter und Paul Kastelruth. Intercord 830.860. 1 CD.
- Max Reger: Orgelwerke; Drei Choralphantasien op. 52. Christoph Bossert, Orgel. Aufgenommen 1990 an der Link-Orgel der Evangelischen Stadtkirche Giengen an der Brenz (Deutschland). Intercord 5440292. 1 CD.
- Johann Sebastian Bach: Concerti für Orgel; Concerti BWV 592, BWV 593, BWV 594, BWV 595, BWV 596. Christoph Bossert, Orgel. Aufgenommen 1992 an der Ehrlich-Orgel der Evangelischen Stadtkirche Bad Wimpfen (Deutschland). Intercord 830.891. 1 CD.
- Max Reger: Orgelwerke; Zwölf Stücke op. 59. Christoph Bossert, Orgel. Aufgenommen 1992 an der Sauer-Orgel der Evangelischen Hauptkirche Mönchengladbach-Rheydt (Deutschland). Intercord 860.872. 1 CD.
- Max Reger: Orgelwerke; Drei Stücke op. 7; Erste Suite op. 16. Christoph Bossert, Orgel. Aufgenommen 1995 an der Schubert-Orgel der St.-Marien-Kirche Marienberg (Erzgebirge). Intercord 544001. 1 CD.
- Max Reger: Orgelwerke; Präludium und Fuge fis-Moll op. 82 Nr. 4; Variationen und Fuge fis-Moll op. 73; Romanze a-Moll für Harmonium ohne Opuszahl; Dreizehn Choralvorspiele op. 79b. Christoph Bossert, Orgel. Aufgenommen 1996 an der Dalstein & Haerpfer-Orgel im Palais des Fêtes zu Straßburg (Frankreich). EMI 7-24354-40672-0. 1 CD.
- Johann Sebastian Bach: Das wohltemperierte Clavier, 2. Teil; 24 Präludien und Fugen BWV 870–893. Christoph Bossert, Orgel. Aufgenommen 1998 an der Ehrlich-Orgel der Evangelischen Stadtkirche zu Bad Wimpfen (Deutschland). Ars Musici 1257-2. 3 CD.
- Et incarnatus est; César Franck: Choral E-Dur; Johann Sebastian Bach: Et incarnatus est, aus der Messe h-Moll BWV 232 (Orgeleinrichtung: Christoph Bossert), Präludium und Fuge h-Moll BWV 544, Arie Hochgelobter Gottessohn aus der Kantate BWV 6 (Orgeleinrichtung: Christoph Bossert), Ach bleib bei uns, Herr Jesu Christ BWV 649; Max Reger: Zweite Sonate d-Moll op. 60; John Cage: Organ 2, ASLSP. Christoph Bossert, Orgel. Aufgenommen 2001 an der Link-Orgel der Evangelischen Kirche zu Giengen an der Brenz (Deutschland). Organum Classics 210041. 1 CD.
- Auff toccata manier; Juan Bautista José Cabanilles: Pasacalles de I°Tono; Johann Ulrich Steigleder: Tabulatur Buch. Darinnen/dass Vater Unser/auff 2,3 und 4 Stimmen componiert/und viertzig mal varirt würdt (Auszüge); Jan Pieterszoon Sweelinck: Fantasia Chromatica; Dietrich Buxtehude: Praeludium in d, BuxWV 140; Johann Sebastian Bach: Praeludium et Fuga in D BWV 532, Partita IV in D, BWV 828. Christoph Bossert, Orgel. Aufgenommen 2002 an der Seifert-Orgel der katholischen Heilig-Kreuz-Kirche Heilbronn-Böckingen. organum 220101. 1 CD.
- Die Orgel der Abtei Sankt Hildegard Rüdesheim-Eibingen; Christoph Bossert: Kyrie; Johann Sebastian Bach: Fantasie und Fuge in g-Moll BWV 542, Toccata in C-Dur BWV 564, Fantasie in C-Dur BWV 570; Johannes Brahms: Herzlich tut mich erfreuen op. 122 Nr. 4; Variationen über ein eigenes Thema op. 21, 1 (Orgelfassung Bossert); Franz Liszt: Weinen, Klagen, Sorgen, Zagen. Christoph Bossert, Orgel. Aufgenommen 2004 an der Seifert-Orgel der Abteikirche St. Hildegard Rüdesheim-Eibingen (Deutschland). organum 240086. 2 CD.
- Johann Sebastian Bach: Concerti per Organo; Concerti BWV 592, BWV 593, BWV 594, BWV 595, BWV 596; Italienisches Konzert F-Dur BWV 971 (Orgeleinrichtung Christoph Bossert). Christoph Bossert, Orgel. Aufgenommen 2005 an der Ehrlich-Orgel der Evangelischen Stadtkirche zu Bad Wimpfen (Deutschland). organum 251129. 1 CD.
- Max Reger: Drei Choralphantasien op. 52; Choralphantasie über Alle Menschen müssen sterben op. 52 Nr. 1; Choralphantasie über Wachet auf, ruft uns die Stimme op. 52 Nr. 2; Choralphantasie über Halleluja, Gott zu loben op. 52 Nr. 3. Christoph Bossert, Orgel. Aufgenommen 2006 an der Link-Orgel der Evangelischen Kirche zu Giengen an der Brenz (Deutschland). organum 261111. 1 CD.